# Władcy Szampanii

Herb Szampanii

## Hrabiowie Szampanii
- IX wiek: Aleran
- 876–886: Robert

Dynastia z Sens
- 895/6 – przed 948: Warnarius
- do 933: Ryszard (zmarł przed 948)

Dynastia z Vermandois
- ok. 950–955: Robert I
- 955–956: Gilbert z Chalon (książę Burgundii)
- 956–967: Robert I
- 967–995: Herbert Młodszy
- 995–1022: Stefan I

Dynastia z Blois
- 1022–1037: Odon I
- 1037–1047: Stefan II
- 1047–1066: Odon II
- 1066–1089: Tybald I
- 1089–1093: Odon III
- 1093–1125: Hugo
- 1125–1152: Tybald II
- 1152–1181: Henryk I
- 1181–1197: Henryk II
- 1197–1201: Tybald III
- 1201–1253: Tybald IV
- 1253–1270: Tybald V
- 1270–1274: Henryk III
- 1274–1305: Joanna I z Nawarry

W 1283 małżeństwo Joanny z następcą tronu Francji – Filipem (który został królem w 1284) połączyło korony Nawarry i Francji, a Szampania stała się domeną królów francuskich.